# Сенека (Јужна Каролина)
Сенека (енгл. Seneca) град је у америчкој савезној држави Јужна Каролина.

## Демографија
По попису из 2010. године број становника је 8.102, што је 450 (5,9%) становника више него 2000. године.
| Група             | 2000.         | 2010.         |
| Белци             | 4.784 (62,5%) | 5.149 (63,6%) |
| Афроамериканци    | 2.584 (33,8%) | 2.348 (29,0%) |
| Азијати           | 48 (0,6%)     | 76 (0,9%)     |
| Хиспаноамериканци | 117 (1,5%)    | 362 (4,5%)    |
| Укупно            | 7.652         | 8.102         |